# Ганеша
Ганеша, още познат като Ганапати, е божество в индийската митология. Ганеша е син на Шива и Парвати и съпруг на Бхарати, Ридхи и Сидхи. Нарича се още Винааяка или Винаягар на тамилски, Винааякуду на телугу. Изобразяван е като бог в червено или жълто с дебел корем, с четири ръце и глава на слон с един бивник, яздещ или придружен от плъх. Обикновено пред името му се слага индуската титла за уважение – Шри.
На 5 август се чества празника Ганеша Чатурти.

## Преглед
Ганеша се сдобил със слонската си глава по разнообразни начини според различни истории. В една от тях Шива го обезглавил, защото Ганеша отказал да го пусне да влезе в банята докато Парвати се къпела. Шива трябвало да му даде нова глава, за да се сдобри с жена си. В друга версия Парвати показала детето на Шива, но главата му била изпепелена от лицето на Шива и Брахма му казал да я замести с първата глава, която може да намери – в този случай глава на слон. Липсата на втори бивник е обяснена в различни истории. Въплъщение на Вишну, Парашурама веднъж отишъл да посети Шива, но пътят бил препречен от Ганеша. Парашурама хвърлил брадвата си към него и Ганеша, знаейки, че брадвата му е дадена от Шива ѝ позволил да отреже единия му бивник. Според друга версия, докато пишел Махабхарата (под диктуването на Вяса), Ганеша открил, че перото му е счупено и бързайки да запише великите думи, отчупил левия си бивник, за да замести перото.
Ганеша още е познат като Аумкара, защото тялото му отразява формата на Аум, ето защо на слонът-бог се гледа като въплъщение на вселената. Неговата слонска глава символизира интелекта и блаженството на слона, мощен, но въпреки това нежен. За превозно средство му служи мишка, позната като Муушика, Муушикам, Минджур или Акху и тя също символизира интелекта – достатъчно малка, за да разкрие всяка тайна в най-отдалечените места. Тя също символизира смирението му, че той е в компанията на едно от най-малките същества.
Той е повелителят на мъдростта, интелекта, обучението, разсъдливостта, късмета и щастието, врати, порти, входове, домакинството и писането. Той е унищожител на пречките и като такъв е нормално да бъде призован преди всяко начинание с формула като тази: Аум Шри Ганешая Намах (Привет на името на Ганеша) или подобна.

## Иконография
Според стриктните правила на индуската иконография, изображения на Ганеша само с една или две ръце са табу. Ето защо изображенията на Ганеша най-често са с четири ръце. Има и изображения с шест или осем, понякога дори с десет или дванадесет, четиринадесет ръце, всяка носеща някакъв символ, различен от символите в другите ръце. Според проучванията на учените има общо петдесет и седем символа.
Физическите атрибути на Ганеша сами по себе си са с богат символизъм. Обикновено е изобразяван с едната ръка в защитаващата позата абхая, а другата държаща сладкиш (модака), символизиращ сладостта на осъзнатия вътрешен Аз. В двете ръце зад него, той обикновено държи анкуша (слонски остен) и паша (примка). Примката – за да подскаже, че материалната привързаност и желания са примка. Остенът – за да подтиква хората към пътя на справедливостта и истината. С този остен Ганеша може да донася или отблъсква препятствия.
Коремът му (имащ форма на гърне) изразява изобилието в природата и че Ганеша поглъща мъките на вселената и защитава света.
Образът на Ганеша е сложен. Четири животни: човекът, слонът, змията и мишката съдействат за съставянето на образа му. Всеки от тях – индивидуално и заедно – имат дълбоко символично значение.
Интересен аспект от иконографията на Ганеша е счупеният му бивник. Той довежда до поредното име на Ганеша – Екданта, „ек“ означава „едно“, а „данта“ – „зъб“.

## Някои събития, свързани с Ганеша

### Раждането на Ганеша
Първото събитие е за това как Ганеша е роден и се е сдобил със слонската си глава.
Веднъж, докато Парвати се къпела, нямало прислуги, които да я пазят и да попречат на някого да влезе случайно в къщата. Ето защо тя направила момчешка фигурка от тесто от куркума, за да я пази докато почисти тялото си (в онези дни, когато сапунът не бил познат, куркумата била използвана заради анти-септичните и освежаващи свойства) Парвати вляла живот в нея – ето как Ганеша бил роден. Парвати заповядала на Ганеша да не пуска никого да влиза в къщата и Ганеша покорно последвал заповедите на майка си. След известно време Шива се върнал и когато се опитал да влезе в къщата Ганеша го спрял. Шива се разгневил на това малко момче, което се осмелило да го предизвика. Той казал на Ганеша, че е съпругът на Парвати и поискал от Ганеша да го пусне да влезе. Обаче Ганеша не искал да слуша никой друг освен думите на скъпата си майка. Шива изгубил търпение и започнал яростна борба с Ганеша. Най-накрая отрязал главата на Ганеша с тризъбеца си. Когато Парвати излязла и видяла безжизненото тяло на сина си тя много се ядосала и натъжила. Поискала от Шива да възвърне веднага живота на Ганеша. Тризъбецът на Шива бил толкова мощен, че отпратил главата на Ганеша много далече. Всички опити да бъде намерена главата били напразни. Като последно средство Шива се обърнал към Брахма, който му предложил да замени главата на Ганеша с първото живо същество, което му се изпречи и чиято глава да сочи на север. Случило се това да бъде слон. Шива обезглавил слона и закачил главата му към тялото на Ганеша като по този начин го съживил. Така Ганеша получил слонската си глава.

### Уважението на Ганеша към родителите му
Веднъж имало състезание между Ганеша и брат му Картхикея кой ще обиколи трите свята (Сварга – Небето; Бхулока – Земята; Паатал – Подземният свят) най-бързо. Картхикея тръгнал на пътешествие, за да обгърне трите свята, докато Ганеша просто обиколил родителите си. Когато бил запитан защо е направил така, той отговорил, че за него родителите му са трите свята.

### Ганеша и Вяса
Когато Веда Вяса започвал да пише епическата Махабхарата, той поискал от Ганеша да я запише. Тъй като Ганеша бил шеговит той приел при условие, че Вяса рецитира поемата непрестанно. Вяса се съгласил, но и внесъл контра-условие – Ганеша трябвало напълно да разбере всяка строфа преди да я препише. Ето как епопеята Махабхарата била написана от Ганеша.

### Ганеша и Луната
Веднъж случайно Ганеша се спънал и паднал, счупвайки по този начин единия от бивниците си (това се смята за една от причините Ганеша да бъде само с един бивник). Чандрадев (Лунният бог) видял това и се изсмял. Ганеша, който бил сприхав, проклел Чандрадев така, че който погледнел към луната да си навлече лош късмет. Като чул това Чандравед осъзнал безразсъдството си и помолил за прошка от Ганеша. Той се умилостивил, но тъй като проклятие не може да се отменя, а само смекчи, Ганеша смекчил проклятието си така, че луната да расте и нараства на всеки петнадесет дни и всеки, който погледна към луната по време на Ганеш Чатуртхи да си навлече лош късмет. Друга версия казва, че Ганеша толкова ял от любимия си сладкиш (модак), че му станало трудно да ги държи всички в стомаха си. Ето защо той се опитал да завърже стомаха си и докато се опитвал паднал. Като видял това Чандрадев се засмял и Ганеша го проклел.

### Ганеша катобрахмачария
Докато веднъж играел Ганеша наранил котка. Когато се завърнал вкъщи той открил рана по тялото на майка си. Попитал как е била ранена. Майка му Парвати отговорила, че това не било причинено от никого другиго, а от самия Ганеша! Изненадан Ганеша поискал да узнае кога я е наранил. Парвати му обяснила, че Тя като Божествена сила е характерна за всички същества. Когато той е наранил котката, тя също била наранена. Ганеша осъзнал, че всички жени били проявление само на майка му. Затова решил да не се оженва. Така той останал брахмачария, обрекъл се на безбрачие за цял живот.

## Фестивали и преклонения към Ганеша
В Индия има важен фестивал, почитащ Ганеша. Той се изпълнява в цяла Индия, но е най-популярен в щата Махаращра. Празнува се десет дни, започващи от Ганеш Чатуртхи. Бил е въведен от Бал Гангадхар Тилак като средство за повишаване на националното чувство, когато Индия била управлявана от британците. Фестивалът се празнува и завършва на деня на Ананта Чатурдаши, когато мурти-то на Ганеша се потапя във водите. В Мумбай (или както е познат преди това – Бомбай) муртито се потапя в Арабско море и в река Мула-мутха. В други северни и източни индийски градове те са потапяни в Ганг.
Изображения на Шри Ганеша са основани на хиляди години религиозен символизъм, резултатът от който е бог с глава на слон. В Индия статуите са със символично значение и затова за тях никога не се е твърдяло, че са точно копие на жива фигура. На Ганеш не се гледа като на физическа същност, а като на по-висше духовно същество, а муртите или статуи-изображения, действат като изразител на идеала за него. Ето защо това да сочим муртитата като идоли, изменя на западните юдео-християнски разбирания за почитане на маловажни предмети, докато в Индия за индуските божества се смята, че могат да бъдат достигнати чрез символичен фокус, познат като мурти. По тази причина потапянето на муртитата на Ганеша в близките свещени реки се прави след като се е приело, че муртитата са само временно разбиране за по-висше същество в противовес на това да се смятат за „идоли“, които обикновено се смятат за обекти, почитани заради собствения им божествен произход.
Култът към Ганеша в Япония е от 806.
Напоследък почитта към Ганеша и интереса към него са били възродени в „западния свят“ поради изобилието от чудеса през септември 1995. На 21 септември 1995 според списание „Индуизмът днес“ както и според книгата „Ганеша, унищожителят на пречки“ от Мануела Дунн Машетти, статуи на Ганеша в Индия започнали спонтанно да пият мляко, когато близо до устата им е била поставена лъжица с мляко, за да се почете богът-слон. Феноменът се разпространил от Ню Делхи до Ню Йорк, Канада, Мавриций, Кения, Австралия, Бангладеш, Малайзия, Англия, Дания, Шри Ланка, Непал, Хонконг, Тринидад и Тобаго, Гренада и Италия освен на още други места. Това за индуси и не-индуси било чудо и напомняне за игривостта и обичта на бога към лудории. Въпреки това някои научни експерименти стигнали до извода, че това се обяснява с действието на капилярността.

## Други имена на Ганеша
Като други индуски богове и богини Ганеша има много уважителни титли или символични имена и често бива почитан чрез напяването на сахасранам (хиляда имена). Всяко от тях е различно и има различно значение, представяйки различен аспект на бога. Няма нужда да се казва, че почти всички индуски богове имат една или две приети версии на техните сахасранаам „литургии“.
Ганеша е познат и с други имена:
- Аумкара, тялото с форма на Аум
- Ганапати, господарят на Ганите, раса джуджета от армията на Шива
- Вакратунда, изкривено туловище
- Екданта, еднозъб или „с един бивник“
- Шупакарна, големи (носещи щастие) уши
- Гаджанана, с лице на слон
- Анангапуджита, безформен или безтелесен
- Ламбодара, с голям корем
- Винаяка, изтъкнат Водач (Ви е от вишеша – специален, а наяка от корена ни – означаващ „водя“, от там и „водач“)
- Вигхнеш, Вигхнешвара, който контролира пречките (вигхна = пречка, иишвара = господар)
- Вигхнахарта, унищожител на пречките
- Пилаияр, означава „чие дете?“ – това е въпросът на Шива в историята за това как Ганеша се сдобил със слонската си глава.